# Динковица
Динковица (болг. Динковица) — село в Болгарии. Находится в Видинской области, входит в общину Видин. Население составляет 151 человек.

## Политическая ситуация
Динковица подчиняется непосредственно общине и не имеет своего кмета.
Кмет (мэр) общины Видин — Румен Ангелов Видов (Граждане за европейское развитие Болгарии (ГЕРБ)) по результатам выборов.